# بيثل (كونيتيكت)
بيثل (/ˈbɛθəl/) هي بلدة تقع في مقاطعة فيرفيلد، كونيتيكت بولاية كونيتيكت في الولايات المتحدة.

## وصلات خارجية
- الموقع الرسمي